# Drapelele Republicilor Socialiste Iugoslave
Drapelele republicilor socialiste iugoslave au fost definite de fiecare dintre cele șase republici constitutive. Drapelul republicii socialiste era suspendat împreună cu drapelul R.S.F.Iugoslavia în zilele de sărbătoare sau cu alte ocazii speciale.
Drapelele individuale ale celor șase republici socialiste iugoslave, erau următoarele:
| R.S. Bosnia și Herțegovina | R.S. Croația | R.S. Macedonia |
| R.S. Muntenegru            | R.S. Serbia  | R.S. Slovenia  |

Majoritatea drapelelor erau constituite din drapelele istorice respective ale națiunilor constitutive iugoslave. O mare parte dintre ele au folosit culorile panslave, roșu, alb și albastru. Toate drapelele au fost înfrumusețate cu simbolul comunismului, steaua roșie. Cât despre Bosnia și Herțegovina, datorită componenței sale multi etnice, drapelul era constituit dintr-un steag roșu, și cu un drapel mic al R.S.F. Iugoslavia în colțul din stânga-sus.